# Perthō
Cette page contient des caractères spéciaux ou non latins. S’ils s’affichent mal (▯, ?, etc.), consultez la page d’aide Unicode.
Perþō ou Perþrō (également transcrit Perthō ou Perthrō) est la quatorzième rune du Futhark et la sixième de la famille de Hagalaz. Elle est précédée de Eihwaz et suivie de Algiz. Elle est nommée Peorð en anglo-saxon. L’usage en fut abandonné dans la version brève de l'alphabet runique en usage en Scandinavie, de sorte qu’il n’y a pas de nom en vieux norrois. Bien que décrite dans le poème runique anglo-saxon, sa signification est inconnue.
Le Codex Vindobonensis 795 donne un nom de lettre correspondant dans l’alphabet gotique sous la forme pertra, restitué en gotique comme perþra (𐍀). *Perþō ou *Perþrō est la forme reconstruite pour le proto-germanique à partir de cette correspondance ; le sens de ce mot n’est pas déterminable, celui de ses descendants supposés étant déjà obscur aussi bien en gotique qu’en vieil anglais.
Cette rune notait à l’origine le son [p].
Le vieil anglais possédait une modification de cette rune nommée cweorð pour noter le son [kw]. Elle trouve un exact parallèle dans le Codex Vindobonensis 795, qui cite le nom d’une lettre gotique nommée qertra (restitué en gotique sous la forme qairþra, 𐌵), laquelle notait un son de même nature.

## Poèmes runiques
Seul le poème runique anglo-saxon décrit Perthō/Peorð :
| Poème runique anglo-saxon                                                                             | Traduction en français |
| --- | --- |
| ᛈ Peorð byþ symble plega and hlehter wlancum [on middum], ðar wigan sittaþ on beorsele bliþe ætsomne. | Peorth est fête, amusement et rires pour les grands, où les guerriers siègent ensembles dans la salle à bière, joyeusement. |